# Качка-пароплав патагонська
Махокрилізода-пароплав патагонська (Tachyeres patachonicus) — вид гусеподібних птахів родини качкових (Anatidae). Мешкає в Південній Америці.

## Опис

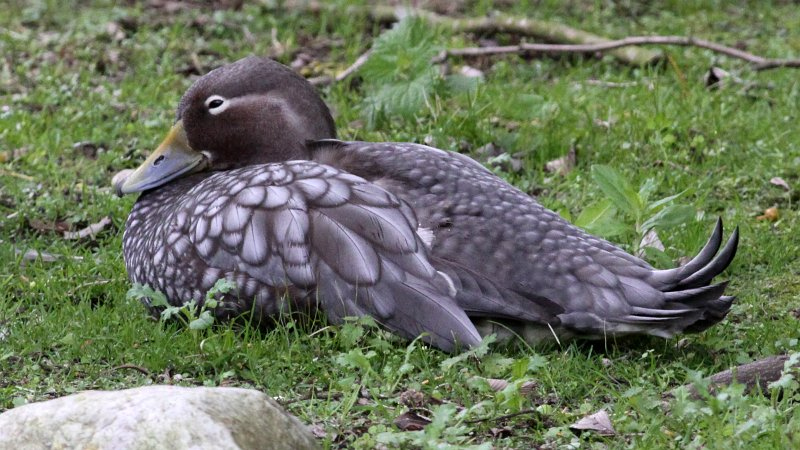
Патагонська качка-парплав

Патагонські качки-пароплави є найменшими представниками свого роду, їх довжина становить 66-71 см, самці важать 2,8-3,1 кг, самиці 2,4-2,8 кг. Самці є важчими за самиць, однак деякі частини черепа і розмах крил у них менші, ніж у самиць. Забарвлення пістряве, переважно коричнювато-сіре, живіт і гузка білі, на крилах широкі, помітні в польоті білі "дзеркальця". Лапи жовтувато-оранжеві. У самців під час сезону розмноження голова білувата, під час негніздового періоду сірувато-коричнева. Навколо очей вузькі білі кільця, за очима вони переходять у білі смуги. Під час сезону розмноження дзьоб оранжевий, під час негніздового періоду темно-сірий, зверху жовтуватий. У самиць обличчя має рудувато-коричневий відтінок, навколо і за очима у них білі смуги, дзьоб оливково-сірий, зверху і біля основи блідо-жовтий. За річний цикл у патагонських качок-пароплавів відбувається три линьки. І у самців, і у самиць на проксимальній частині карпометакарпуса є оранжеві ороговілі п'ястні виступи, які використовуються самцями під час демонстрацій, а також міжвидових і внутрішньовидових бійок.

## Поширення і екологія
Патагонські качки-пароплави мешкають на півдні Чилі і Аргентини (на південь від Мауле і Неукена), в Патагонії і на Вогняній Землі, а також на Фолклендських островах. Вони живуть як на морських узбережжях, так і на берегах прісноводних озер, особливо під час сезону розмноження. Зустрічаються на висоті до 1200 м над рівнем моря. Патагонська-качки-пароплави є единими представниками свого роду, які можуть літати, хоч і роблять це неохоче, а також єдиними, хто зустрічається на берегах прісноводних водойм. Порівняно з іншими представниками роду, вони мають найбільший ареал, що пов'язано з їх здатністю до польоту.
Патагонські качки-пароплави живляться молюсками, ракоподібними, а також іншими морськими безхребетними, яких шукають на мілководді або у глибоководних заростях водоростей. Вони завжди шукають їжу парами, пірнаючи по черзі . Патагонські качки-пароплави є моногамними птахами, що формують тривалі пари. Гніздування у них відбувається в жовтні-листопаді, однак окремі пари можуть гніздитися пізніше. Гніздо розміщується в густій рослинності, часто на прибережних островах з метою захисту від хижаків. Птахи гніздяться парами і не формують колоній. В кладці до 7 яєць. Інкубаційний період триває 30-40 днів.

## Збереження
МСОП класифікує цей вид як такий, що не потребує особливих заходів зі збереження. За оцінками дослідників, популяція патагонських качок-пароплавів становить приблизно 11-26 тисяч птахів, з яких на Фолклендьких островах мешкає 600-1200 птахів. Вони іноді стають здобиччю хіманго, аргентинських каракар, магеланових зорро та інтродукованих річкових візонів. 